# Otto Bahr Halvorsen
Otto Bahr Halvorsen (28. maj 1872 i Christiania - 23. maj 1923 i Christiania) var en norsk jurist og konservativ politiker, der var Norges statsminister fra 1920 til 1921 og igen fra marts til maj 1923, hvor han døde i embedet. Han tilhørte partiet Høyre.